# Spike (Україна)
Spike Україна — майбутній телеканал з україномовною версією американського кабельного телеканалу Paramount Network, власником якого є Viacom International Media Networks, підрозділ медіаконгломерату Viacom. Україномовна версія каналу мала з'явитися ще у серпні-вересні 2018 року, коли «1+1 Media» придбали ліцензію на телеканал Paramount Comedy й пообіцяли, що поступово створять повністю україномовну версію цього каналу. Врешті, 1+1 так і не виконало обіцянку дану Нацраді й так ніколи й не зробили україномовної версії й станом на 2020 рік в Україні просто ретранслюється російськомовна доріжка телеканалу Spike Росія. 
Більшість міжнародних версій каналу Paramount Network мовлять під однойменним брендом, окрім Нідерландів (данська версія телеканалу мовить під брендом Spike з 1 жовтня 2015 року), Великої Британії (британська версія телеканалу мовить під брендом 5Spike з 15 квітня 2015 року), Австралії (австралійська версія телеканалу мовить під брендом Spike з 1 липня 2016 року), Угорщини (угорська версія телеканалу мовить під брендом RTL Spike з 1 грудня 2016 року), Росії (російськомовна версія телеканалу мовить під брендом Spike з 15 березня 2017 року) та Італії (італійська версія телеканалу мовить під брендом Spike з 22 жовтня 2017 року). Дата, коли всі міжнародні версії Spike змінять бренд на Paramount Network - наразі невідома.

## Історія
26 квітня 2018 року Нацрада з питань телебачення та радіомовлення вирішила додати чеський телеканал «SPIKE» до переліку іноземних програм, зміст яких відповідає вимогам Європейської конвенції про транскордонне телебачення і законодавства України.
На початку липня 2018 року стало відомо, що у вересні 2018 року в Україні має початися мовлення україномовної версії каналу Paramount Network (під брендом «Spike»), після того, як «1+1 медіа» придбали ліцензію на українську версію телеканалу. Початково, мовлення каналу мало бути на 30% українськомовним та на 70% англійськомовним, але у планах компанії у майбутньому озвучити українською решту відео бібліотеки Paramount Network, залучивши виторг від телеканалу Spike Україна.
Врешті, 1+1 так і не виконало обіцянку, дану Нацраді й так ніколи й не зробили україномовну версію й станом на 2020 рік, в Україні просто ретранслюється російськомовна доріжка телеканалу Spike Росія. З 26 червня 2018 року, російськомовний Spike став доступним у тестовому режимі у мережі Ланет, з 1 серпня 2018 року канал став доступним у мережі Воля, з 1 жовтня 2018 року канал став доступним у мережі Тріолан, тощо.
1 червня 2021 канал припинив своє мовлення.